# Noordse molspin
De noordse molspin (Robertus scoticus) is een spinnensoort uit de familie van de kogelspinnen (Theridiidae). De wetenschappelijke naam van de soort werd in 11914 gepubliceerd door Randell Jackson.